# جومپی اوباتا
جومپی اوباتا (انگلیسی: Jumpei Obata؛ زادهٔ ۱۳ دسامبر ۱۹۸۸) بازیکن فوتبال اهل ژاپن است.